# Colibri rubis-émeraude
Clytolaema rubricauda
Genre
Espèce
Répartition géographique
Statut de conservation UICN

 LC  : Préoccupation mineure
Statut CITES
Le Colibri rubis-émeraude (Clytolaema rubricauda), unique représentante du genre Clytolaema, est une espèce d'oiseaux de la famille des Trochilidae.
D'après Alan P. Peterson, c'est une espèce monotypique.

## Habitats
Ses habitats sont les forêts tropicales et subtropicales humides de montagne, la végétation tropicale et subtropicale humide de broussailles. On la trouve aussi sur les sites d'anciennes forêts lourdement dégradées, les plantations, les jardins ruraux et dans diverses autres zones urbaines.

## Conservation
La population d'oiseau n'a pas été quantifiée, mais cette espèce est décrite comme plutôt commune.

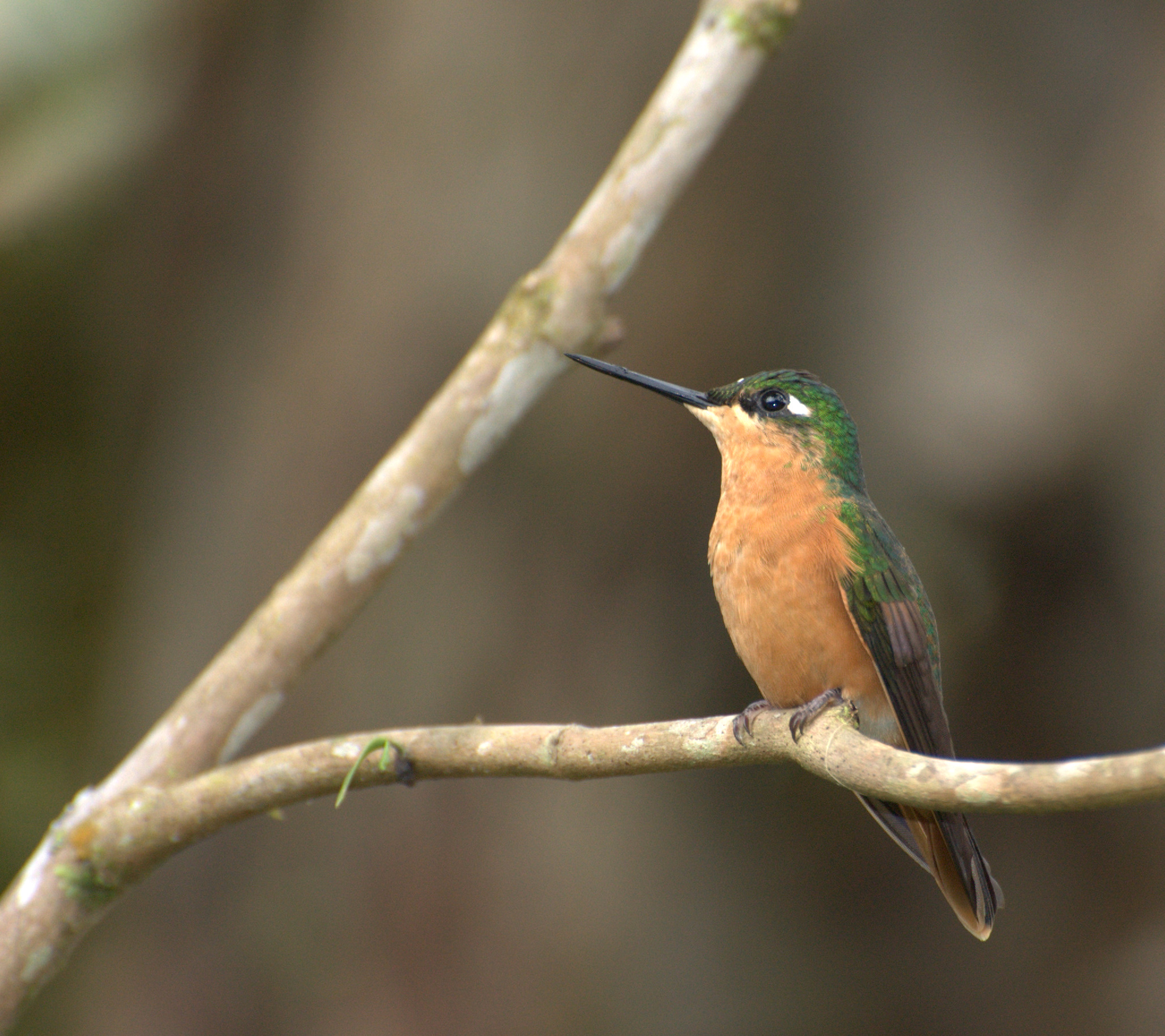
Une femelle

## Sources
- (fr) Oiseaux.net : Clytolaema rubricauda (+ répartition)
- (en) Congrès ornithologique international : Clytolaema rubricauda dans l'ordre Apodiformes (consulté le 18 mai 2015)
- (fr + en)  Avibase : Clytolaema rubricauda (+ répartition) (consulté le 1er juillet 2015)
- (en) CITES : Clytolaema rubricauda (Boddaert, 1783)  (+ répartition sur Species+) (consulté le 1er juillet 2015)
- (fr) CITES : taxon  Clytolaema rubricauda (sur le site du ministère français de l'Écologie) (consulté le 1er juillet 2015)
- (en) UICN : espèce Clytolaema rubricauda (Boddaert, 1783) (consulté le 1er juillet 2015)
- (en) Zoonomen Nomenclature Resource (Alan P. Peterson) : Clytolaema rubricauda